# Chen Ke
Dans ce nom, le nom de famille, Chen, précède le nom personnel.
Chen Ke, (en chinois : 陳 可), né le 16 mai 1979 à Pékin en Chine, est un joueur de basket-ball chinois, évoluant au poste d'ailier.